# Двадесет и четвърта стрелкова дивизия
Двадесет и четвърта стрелкова дивизия „Васил Коларов“ е бивше военно съединение на българската армия.

## История
Създадена е през май 1950 г. чрез преименуването на десета пехотна родопска дивизия на десета стрелкова дивизия. С министерска заповед № 527 от 22 септември 1950 г. е преименувана на двадесет и четвърта стрелкова дивизия „Васил Коларов“. Щабът на дивизията е в Бургас. Част е от 8-и отделен стрелкови корпус. Състои се от двадесет и четвърти пехотен черноморски полк, преименуван на 37-и стрелкови полк и десети артилерийски полк, преименуван на 30-и оръдеен артилерийски полк. През 1958 г. дивизията е разформирована.

## Командири
- Велко Палин – до 1952, временно изпълняващ длъжността
- Крум Радонов – февруари-декември 1955

## Наименования
- Десета стрелкова дивизия – май 1950 – 22 септември 1950
- Двадесет и четвърта стрелкова дивизия „Васил Коларов“ – 22 септември 1950 – 1958